# Kulm (geologie)
Kulm je v geologii:
- jílovitopísčitá facie spodního karbonu (nazvaná podle Culm Measures v Anglii)[1]
- klastická, často flyšová facie spodního karbonu. V Česku buduje rozsáhlá území střední a severní Moravy.[2]

## Moravsko-slezský spodní karbon (kulm)
Kulmské sedimenty vytvářejí na Moravě velké trojúhelníkovité těleso s rohy v okolí měst Brno, Ostrava a Krnov (obr. 50). Kulm se dělí na dvě oblasti:
- kulm Drahanské vrchoviny
- kulm Nízkého Jeseníku a Oderských vrchů (slezský)

Petrograficky je kulm tvořen komplexem klastických sedimentárních hornin. V oblasti Drahanské vrchoviny jsou zastoupeny především droby a slepence. V oblasti Nízkého Jeseníku převažují černé jílové břidlice. Komplex spodnokarbonských sedimentů je variskou orogenezí provrásněn a porušen zlomy.
Hydrogeologicky je oblast poměrně suchá. Propustnost je puklinová i průlinová a hladina podzemní vody leží často hlouběji než 30 m.
Kulmské horniny poskytují většinou spolehlivé základové půdy. Droby se intenzívně těží a používají jako lomový kámen nebo drcené kamenivo na celé střední a severní Moravě.

## Geologické lokality
- Lom Veselíčko v olomouckém kraji (několikaetážový lom velikosti 400 x 250 m, hornina: droba, břidlice)[4]